# Neil Ritchie
Neil Methuen Ritchie (Georgetown, Guyana; 29 de julio de 1897 - Toronto, 11 de diciembre de 1983), fue un general británico que participó en la Segunda Guerra Mundial. Obtuvo la condecoración de Order of the Bath. Durante la Segunda Guerra Mundial, comandó el Octavo Ejército británico en la campaña del norte de África desde noviembre de 1941 hasta su destitución en junio de 1942 tras una desastrosa derrota en la batalla de Gazala.
En 1939 participó a las órdenes del general Alan Brooke en la batalla de Dunkerque, y pasó luego al Estado Mayor de Claude Auchinleck. Bajo su mando, tomó la dirección de las fuerzas inglesas en la Operación Crusader y fue ascendido a Teniente General.
También tuvo el mando sobre la 52.ª División y sobre el XII Cuerpo de Ejército británico, en la Operación Neptuno. Después de la guerra fue nombrado Comandante en Jefe del Ejército británico en el Lejano Oriente.